# Plectochorus longiareolus
Plectochorus longiareolus är en stekelart som beskrevs av Lee 1992. Plectochorus longiareolus ingår i släktet Plectochorus och familjen brokparasitsteklar. Inga underarter finns listade i Catalogue of Life.